# 学島川
学島川（がくしまがわ）は、徳島県吉野川市を流れる吉野川水系の河川である。

## 地理
吉野川市山川町（旧麻植郡山川町大字山崎）の水源より川島町を経て吉野川に注ぐ。
すぐ近くを流れている桑村川同様、JR徳島線の路線と平行に流れており、国道192号・徳島県道244号山川川島線の近隣を流れている。上流部の山川町には「どんど」という落差約4ｍの滝がかかる。

## 支流
- どんど谷川

## 流域の主な施設
- JR徳島線学駅
- 吉野川市立川島中学校
- 吉野川市立学島小学校

## 流域の自治体
徳島県
吉野川市